# Coliformi
I coliformi sono un gruppo di batteri appartenenti alla famiglia delle Enterobacteriaceae che presentano alcune caratteristiche comuni, sia morfologiche sia biochimiche, utilizzate anche per la loro identificazione.
Negli anni lo sviluppo di moderni sistemi di identificazione degli organismi (principalmente quelli genetico – molecolari) ha radicalmente trasformato la tassonomia del gruppo, distinguendo e aumentando il numero di specie in esso comprese. 

## Descrizione
Sono batteri a forma di bastoncello, Gram-negativi, asporigeni, aerobi ed anaerobi facoltativi, che fermentano il lattosio, con produzione di gas ed acidi, a 35-37 °C in 48 ore e possiedono l'enzima beta-galattossidasi. Sono organismi ubiquitari, alcuni sono presenti nel materiale fecale, e sono quindi utilizzati come indicatori di inquinamento sia delle acque sia degli alimenti, altri sono di origine acquatica o tellurica.
È riconosciuto che tutte le specie sono regolarmente beta-galattosidasi positive, con E. coli che è anche beta-glucuronidasi positivo. Inoltre, è accertato che una percentuale relativamente elevata di specie appartenenti al gruppo non è in grado né di fermentare il lattosio né di produrre gas, caratteristiche distintive del gruppo su cui si basa la vecchia classificazione; alcuni E. coli possono fornire anche una reazione negativa per la produzione di indolo. Come conseguenza, la nuova suddivisione tassonomica ha prodotto l'aggiornamento anche dei metodi analitici per la loro ricerca.
Il gruppo comprende specie appartenenti a diversi generi, tra cui Citrobacter, Enterobacter, Escherichia, Hafnia, Klebsiella e alcune specie di Serratia.
Tra questi alcune specie dei generi Escherichia, in particolare Escherichia coli, Enterobacter, Citrobacter e Klebsiella hanno come loro habitat naturale l'intestino dell'uomo e di altri animali a sangue caldo, e costituiscono il sottogruppo dei coliformi fecali.

## Il ruolo nella contaminazione degli ambienti idrici
I coliformi, essendo presenti nelle feci umane in elevate concentrazioni, dell'ordine di 109/g, sono stati da molto tempo considerati organismi indicatori d'inquinamento ed hanno assunto un importante ruolo come marcatori microbiologici per definire la qualità degli ambienti idrici, sia superficiali sia profondi. Tuttavia, poiché il gruppo dei coliformi contiene numerose specie ampiamente diffuse nell'ambiente, il sottogruppo dei coliformi fecali ha assunto un significato più specifico di contaminazione di origine fecale.
Le più recenti normative sulle acque, in ogni caso, fanno riferimento alla specie Escherichia coli, un microrganismo che è in rapporto più diretto ed esclusivo con il tratto gastrointestinale dell'uomo e degli animali a sangue caldo, il quale, insieme agli enterococchi, rappresenta un parametro più specifico e accurato di contaminazione da materiale fecale.
Nell'ambito della contaminazione idrica, la colimetria totale, cioè la enumerazione dei coliformi totali presenti nell'acqua, assume un significato più generico di inquinamento, fornendo utili informazioni sulle caratteristiche microbiologiche dell'acqua analizzata e sull'efficacia dei trattamenti di disinfezione, nonché sulla ricrescita microbica nelle reti idriche.

## Ricerca dei coliformi totali nelle acque

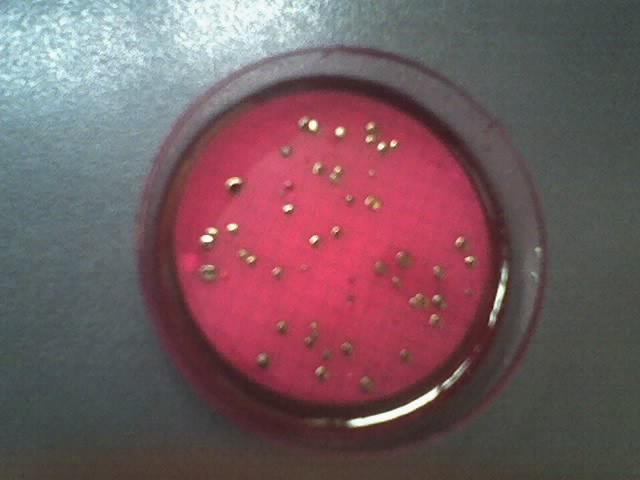
Coliformi totali su terreno m-endo Agar, con caratteristici riflessi metallici

La ricerca dei batteri coliformi in campioni di acqua di diversa origine è generalmente eseguita con metodi e mezzi di coltura che sfruttano la caratteristica di questi microrganismi di fermentare il lattosio, con produzione di acidi e gas, alla temperatura di 35-37 °C in 48 ore.
Si usano due tipi di tecniche analitiche: il metodo del numero più probabile, o dei tubi multipli, identificato con MPN (most probable number), e il metodo delle membrane filtranti, o MF.
Il primo è un metodo statistico, nel quale i risultati sono determinati dopo una elaborazione dei dati positivi e negativi, derivati dall'inoculo di una serie di provette, contenenti un idoneo terreno di coltura liquido, con quantità specifiche dell'acqua in esame e dopo un determinato periodo di incubazione alla temperatura di 37 °C.
Il secondo, invece, è un metodo di conta diretta in piastra delle colonie che si sono sviluppate, dopo la filtrazione dell'acqua da esaminare su una membrana di cellulosa e la successiva incubazione su idoneo terreno di coltura agarizzato.
Il metodo MPN classico è condotto in due fasi successive: la prova presuntiva e la prova di conferma.
Nella prova presuntiva si utilizzano terreni di coltura non molto selettivi, come il Brodo lattosato, un terreno liquido contenente il lattosio, nel quale si inoculano aliquote scalari del campione di acqua in esame.
Nella prova di conferma, inoculi provenienti dalle provette risultate positive nella prima fase, sono trasferiti in terreni di coltura più selettivi, tra i quali quello maggiormente utilizzato per i coliformi è
il Brodo Lattosato Bile Verde Brillante, un terreno che permette la crescita dei coliformi ma inibisce quella di microrganismi contaminanti, soprattutto i Gram-positivi, grazie alla presenza di componenti come la bile ed il verde brillante.
La positività è evidenziata dall'intorbidamento del brodo di coltura entro 48 ore di incubazione a 37 °C, e dalla presenza di gas.
Sulla base della combinazione di prove positive e negative ed avvalendosi di apposite tabelle, si risale alla concentrazione dei coliformi presenti nel campione originario, o indice MPN.
Con questa stessa tecnica è possibile determinare la concentrazione dei coliformi anche con metodi cosiddetti rapidi che sfruttano l'attività dell'enzima beta-galattosidasi. La presenza di coliformi viene evidenziata dalla colorazione gialla che appare in pozzetti dovuta alla produzione di o-nitrofenolo (giallo) rilasciato dall'idrolisi dell'ONPG (Ortonitrofenil-β-D-galattopiranoside) catalizzata dall'enzima beta-galattosidasi. Contemporaneamente può essere messo in evidenza Escherichia coli che produce fluorescenza nei pozzetti gialli se esposti ad una lampada a luce ultravioletta, dopo l'idrolisi del 4-metilumbelliferil-β-D-glucuronide (MUG).
Il metodo delle membrane filtranti si avvale di diversi mezzi colturali solidi, tra questi quello maggiormente utilizzato per la ricerca dei coliformi è il terreno m-Endo Agar che, oltre al lattosio, contiene un complesso formato da sodio solfito e fucsina basica, che agisce sia come batteriostatico per i Gram-positivi sia come sistema di rivelazione dei coliformi. Infatti, i batteri coliformi cresciuti su questo terreno entro 24 ore a 37 °C, fermentano il lattosio con produzione di acido ed aldeide, liberando la fucsina, la quale provocherà la colorazione rossa delle colonie, con evidenti riflessi verde-metallico, dovuti alla cristallizzazione di questo composto.